# چتر قورباغه
چتر قورباغه (نام علمی: Hydrocharis morsus-ranae) نام یک گونه از سرده تخت قورباغه است.